# Kąkowa Wola
Kąkowa Wola – wieś w Polsce położona w województwie kujawsko-pomorskim, w powiecie włocławskim, w gminie Brześć Kujawski.
Wieś królewska, w 2. połowie XVI wieku położona w powiecie brzeskokujawskim województwa brzeskokujawskiego. Do 1954 była siedzibą gminy Falborz. W latach 1954–1968 należała do gromady Kąkowa Wola i była siedzibą jej władz, a po jej zniesieniu - w gromadzie Stary Brześć. W latach 1975–1998 należała do województwa włocławskiego. Według Narodowego Spisu Powszechnego (III 2011 r.) liczyła 152 mieszkańców. Jest siedemnastą co do wielkości miejscowością gminy Brześć Kujawski.

## Historia
Dobra Kąkowa Wola na Kujawach na mocy patentu królewskiego w 1767 oddane zostały w dożywotnie posiadanie Stanisławowi Poniatowskiemu, od którego w 1771 nabył je Piotr Brzeski, a od niego w 1791 Józef Sokołowski. Po inkameracji pruskiej (upaństwowieniu przez władze pruskie dóbr kościelnych) folwark wcielono do ekonomii Brześć, a w 1866 r. darowano generałowi Korffowi.
W 1883 roku w piśmiennictwie obok Kąkowej Woli występowały też Konkowa Wola oraz Konkowa Wola Nowa, kolonia. Były to wsie, folwarki w powiecie włocławskim, gminie Falbórz, parafii Dąbie.